# Calomera fowleri
Calomera fowleri es una especie de escarabajo del género Calomera, familia Carabidae. Fue descrita científicamente por Heynes-Wood & Dover en 1928.
Esta especie es endémica de la India. Suele habitar y comer en las orillas de los bosques de arena húmeda y áreas ribereñas. Es algo similar a Calomera angulata pero esa especie se encuentra en playas abiertas de arena, tiene marcas más llamativas y mandíbulas más largas.